# Theobald II. z Blois
Theobald II. z Blois (francouzsky Thibaut II de Blois, 985? – 11. července 1004) byl hrabě z Blois, Chartres, Provins, Tours, Remeše a Châteaudunu.

## Život
Narodil se jako starší syn hraběte Oda z Blois a Berty, dcery burgundského krále Konráda Mírumilovného. Hraběcí tituly získal již roku 996, když otec zemřel. Matka se krátce poté provdala za francouzského krále Roberta a své děti vzala na manželův dvůr. Theobald zemřel bezdětný na pouti do Říma a byl pohřben v klášteře Saint-Père-en-Vallée. Jeho dědicem se stal mladší bratr Odo.